# Петтибон, Раймонд
Раймонд Петтибон (англ. Raymond Pettibon; род. 16 июня 1957, Тусон, штат Аризона, США) — современный американский художник и музыкант, живет и работает в Нью-Йорке, США. Петтибон пришел к известности в 80-х годах на панк-рок-сцене Южной Калифорнии, создавая постеры и обложки музыкальных альбомов, преимущественно для групп инди-лейбла SST Records, созданного и управляемого братом Петтибона Грегом Гинном. С тех пор Петтибон получил международное признание и несколько престижных премий. Его работы выставлялись в крупнейших галереях и музеях мира.

## Образование
- Университет Калифорнии, Лос-Анджелес

## Творчество
Раймонд Петтибон известен своими рисунками (часто жестокими по содержанию) в духе комиксов с тревожными, ироничными или двусмысленными подписями. С конца 1970-х до середины 1980-х был связан с панк-рок-группой Black Flag и лейблом «SST Records», основанными его старшим братом Грегом Гинном (англ. Greg Ginn). Начиная с 1990-х Петтибон стал достаточно известной фигурой на современной арт-сцене. Он создает свои работы преимущественно посредством чернил на бумаге, добавляя иногда цвет при помощи карандашей и акварели или коллажа. Помимо графики, Петтибон экспериментирует с видео и инсталляциями.
Этот стиль он развил под влиянием творчества таких художников как Уильям Блейк и Гойя, а также вдохновившись стилем политических карикатур. Количество рисунков Петтибона исчисляется сотнями. Петтибон начал публиковать их в 1978 году в виде брошюр с фотокопиями, выходивших ограниченным тиражом. Эти брошюры, которые он продолжает выпускать под названием "Superflux Pubs”, наиболее ярко суммируют его идеи и эстетику. С техникой коллажа Петтибон начал работать в середине 80-х, помещая простые элементы газет на черно-белые изображения. Эту технику художник продолжает использовать и в своих новых работах. 
Петтибон является автором обложки альбома Goo, выпущенного в 1990 году американской группой экспериментального рока Sonic Youth. Басистка группы Ким Гордон — давняя поклонница творчества Петтибона и даже писала о нем в журнале «Артфорум» в 80-е.
В 2013 году Петтибон создал временный билборд для парка Хай-Лайн в Нью-Йорке, на который были помещены, в числе прочего, увеличенное изображение его рисунка No Title (Safe he called ...) 2010 года и легендарного бейсболиста Джеки Робинсона из команды Brooklyn Dodgers.
Помимо создания работ на бумаге, Петтибон также превращает свои рисунки в анимации,  создает игровое кино по своим собственным сценариям, книги художника, фанатские журналы, принты и росписи стен, которые часто включают в себя элементы его рисунков, создавая своего рода инсталляцию или коллаж. В начале 1990-х Петтибон записал альбом для лейбла Blast First, гитаристом для которого выступил художник Майк Келли.
Работы Петтибона вдохновили музыкальное видео группы Red Hot Chili Peppers на песню “Monarchy of Roses” в 2011 году. Петтибон также упоминается в тексте самой песни. 
В июне 2013 года на YouTube были выпущен документальный фильма The Art of Punk. Первая серия рассказывает о творчестве Black Flag и Реймонда Петтибона.

## Биография
- Раймонд провел детство в городе Хермоса Бич в Калифорнии[11]. Он был четвертым из пяти детей семьи. Отец Петтибона, преподаватель английского языка, также опубликовал несколько шпионских романов. Раймонда воспитывали в соответствиями с положениями Христианской науки[12].
- Петтибон получил экономическое образование, и, в течение непродолжительного времени до начала карьеры в искусстве, успел поработать учителем математики в средней школе.
- Раймонд женат на видеохудожнице Аиде Руиловой[13]. У пары есть один ребенок.
- Петтибон — ярый спортивный болельщик[14].
- В 1976 году его брат Грег Гинн, гитарист и автор песен, основал рок-группу Panic, впоследствии сменившая название на Black Flag, под которым и вошла в историю как одна из наиболее влиятельных панк-групп. Примечательно, что ключевую роль в переменах сыграл Раймонд, хотя изначально в группе он был только басистом. Однажды музыканты, отыгравшие чуть больше года как Panic, обнаружили, что группа с таким названием уже существует; тогда Петтибон предложил название Black Flag (потому что «чёрный флаг представляет анархию»), и разработал дизайн нового логотипа. В это же время он поменял свою фамилию, заменив свою родную (Гинн) на Петтибон — адаптацию прозвища «petit bon» («хороший мальчик»), которым его называл отец[15].
- Работы Раймонда появились на флаерах и обложках записей Black Flag в начале 1980-х, и он стал хорошо известен на панк-рок-сцене Лос-Анджелеса. Вскоре он начал создавать изображения для других групп, включая Minutemen.
- Особую известность Петтибон получил после участия в 1992 в неоднозначной выставке Helter Skelter в Музее современного искусства в Лос-Анджелесе. В 1995 состоялась его первая крупная персональная выставка.
- Творения Раймонда представлены в коллекциях музеев современного искусства в Нью-Йорке, Лос-Анджелесе и Сан-Франциско. В 2004 году он был удостоен Bucksbaum Award — награды, присуждаемой раз в два года художнику, который участвовал в Биеннале Уитни. Награда привлекла внимание к работам художника, и через несколько недель после получения премии одна из его работ была продана на аукционе за $66000.
- Работы Петтибона были использованы в клипе Red Hot Chili Peppers на песню «Monarchy of Roses» с альбома I'm With You (2011).

## Персональные выставки
| - 2017 — Рэймонд Петтибон «Облако ложного прочтения» Архивная копия от 8 июля 2017 на Wayback Machine, Музей современного искусства «Гараж», Москва - 2009 — «Crop.» URA!, Стамбул, Турция - 2008 — «Raymond Pettibon Part II: Recent Work: Cutting Room Floor Show», Галерея Regen Projects, Лос-Анджелес - 2008 — «Raymond Pettibon Part I: Seminal Early Work (1978—1988)», Галерея Regen Projects, Лос-Анджелес - 2008 — «Raymond Pettibon», Blondeau Fine Art Services, Женева, Швейцария - 2008 — «Raymond Pettibon: no title, 2008» Contemporary Fine Arts, Берлин, Германия - 2007 — «Raymond Pettibon: The Big Picture», David Zwirner Gallery, Нью-Йорк - 2007 — «Raymond Pettibon: V-Boom», Kestner Gesellschaft, Hannover, Германия - 2007 — «Raymond Pettibon», Sadie Coles HQ, London, Великобритания - 2006 — «Raymond Pettibon: Whatever It Is You’re Looking For You Won’t Find It Here», Kunsthalle Vienna, Австрия - 2006 — «Raymond Pettibon», Centro de Arte Contemporáneo de Málaga, Испания - 2006 — «Raymond Pettibon», Regen Projects, Лос-Анджелес - 2005 — «Raymond Pettibon», Whitney Museum of American Art, Нью-Йорк - 2005 — «Raymond Pettibon», Contemporary Fine Arts, Berlin, Германия - 2004 — «Raymond Pettibon», David Zwirner Gallery, Нью-Йорк - 2004 — "Raymond Pettibon: Winged Heart Und Andere Drucke, " Graphische Sammlung, Цюрих - 2004 — «Raymond Pettibon, selected works from 1982 to 2003 & Speaks Volumes, 1995», Blondeau Fine Art Services, Geneva, Switzerland, - 2003 — «Raymond Pettibon», Sadie Coles HQ, London, England, - 2003 — «The American Short Stories: Raymond Pettibon», Museum of Contemporary Art, North Miami, FL, - 2003 — «Raymond Pettibon», Regen Projects, Los Angeles, CA, - 2003 — «Raymond Pettibon», Galerie Meyer Kainer, Vienna, Austria, - 2003 — «Raymond Pettibon: Drawings 1979—2003», Museion-Museo D’Arte Moderno e Contemporanea, Bolzano, Italy; travels to Galleria d’Arte ModerniBologna, July 26 — August 31, 2003 - 2003 — «Raymond Pettibon», David Zwirner Gallery, New York, NY, - 2003 — «Raymond Pettibon: Early Work», Zwirner & Wirth Gallery, New York, - 2002 — «Raymond Pettibon», Contemporary Fine Arts, Berlin, Germany, - 2002 — «Raymond Pettibon», Musee Departemental D’Art Contemporain de Rochechouart, June 28 — September 15, 2002 - 2002 — «Raymond Pettibon, plots laid thick» MACBA, Barcelona, Spain; travels to Tokyo Opera City Art Gallery, Tokyo, Japan; Haags Gemeentemuseum, The Hague, The Netherlands, - 2001 — «Raymond Pettibon: The Wolfgang Hahn Prize Exhibition», Gesellschaft fur Modern Kunst am Museum Ludwig Koln, Koln, Germany, - 2001 — «Raymond Pettibon», The Whitechapel, London, England, - 2001 — «Raymond Pettibon: Wall Drawing», MAK Center, Vienna, Austria, - 2000 — «Raymond Pettibon: Plots on Loan I Plots on Loan II,» Galerie Tanit, München, Germany, - 2000 — «Raymond Pettibon», Regen Projects, Los Angeles, September 8 — October 14, 2000 - 2000 — «Raymond Pettibon: The Books», organized by Roberto Ohrt, Frankfurt, Germany; traveled to Contemporary Fine Arts, Berlin; MAK, Vienna; and David Zwirner Gallery, New York, Santa Monica Museum of Art, California, - 2000 — «Raymond Pettibon», Sadie Coles HQ, London, England, - 2000 — «Raymond Pettibon», Hauser + Wirth, Zurich, Switzerland - 2000 — «Raymond Pettibon», David Zwirner Gallery, New York, NY, | - 1999 — Galerie Meyer Kainer, Vienna, - 1998 — «Raymond Pettibon», The Renaissance Society, Chicago, IL; travels to The Drawing Center, Нью-Йорк; Philadelphia Museum of Art, Филадельфия; Museum of Contemporary Art, Лос-Анджелес - 1998 — «Raymond Pettibon», Regen Projects, Los Angeles - 1998 — «Raymond Pettibon», Contemporary Fine Arts, Berlin, Germany - 1998 — «Raymond Pettibon: Recent Work» 11 Duke Street, London; Christian Meyer and Renate Kainer, Vienna, Austria Galleria D’arte Ristori, Albenga, Italy - 1997 — «Raymond Pettibon», David Zwirner Gallery, Нью-Йорк - 1997 — «Raymond Pettibon», Galeria 1991, Lisbon Portugal - 1996 — «Raymond Pettibon», Taka Ishii Gallery, Токио - 1996 — «Raymond Pettibon», Tramway, Glasgow, Scotland, - 1995 — «Raymond Pettibon», Regen Projects, Лос-Анджелес - 1995 — «Raymond Pettibon», David Zwirner Gallery, NY, - 1995 — «Raymond Pettibon», Kunsthalle Bern, organized by Ulrich Loock, Bern, Switzerland; travels to 14/16 Verneuil, Paris, France, - 1995 — «Raymond Pettibon», Galleria Massimo De Carlo, Milan, Italy - 1995 — «Raymond Pettibon», Contemporary Fine Arts, Berlin, Germany - 1994 — «Raymond Pettibon», Galleria Ramis Barquet, Garza, Mexico (traveled to Arena Arte Contemporaneo, Guadalajara, Mexico) - 1994 — «Raymond Pettibon», Galerie Metropol, Vienna, Austria - 1994 — «Raymond Pettibon», Galerie Beaumont, Luxembourg - 1993 — «Raymond Pettibon», Jack Hanley Gallery, San Francisco, CA - 1993 — "Raymond Pettibon: Making Book, " Regen Projects, Los Angeles - 1993 — "Raymond Pettibon: New Works on Paper, " Feature Gallery, New York, NY, - 1993 — «Raymond Pettibon», University Galleries, Illinois State University, Normal, IL - 1993 — «Raymond Pettibon», Esther Schipper Galerie, Cologne, Germany - 1993 — «Raymond Pettibon», Galerie Marc Jancou, Zurich, Switzerland - 1992 — «Raymond Pettibon», Gallery, University Art Museum, UC Berkeley, Berkeley, CA - 1992 — «Raymond Pettibon», Galerie Esther Schipper, Cologne, Germany - 1991 — «Raymond Pettibon: Works On Paper», Feature Gallery, New York - 1991 — «Raymond Pettibon», Richard/Bennet Gallery, Los Angeles, CA - 1991 — «Raymond Pettibon», N.A.M.E. Gallery, Chicago, IL - 1991 — «Raymond Pettibon», Galleria Massimo de Carlo Arte Contemporanea, Milan, Italy - 1991 — «Raymond Pettibon», Galerie Rudiger Schottle, Munich, Germany - 1991 — «Reader Dearest», Robert Berman Gallery, Los Angeles, CA - 1990 — «Readings», Feature Gallery, New York, NY, - 1990 — «A Long Parenthesis», Richard/Bennett Gallery, Los Angeles, CA - 1989 — «Raymond Pettibon» Feature Gallery, New York, NY, - 1986 — «Raymond Pettibon», Semaphore Gallery, Нью-Йорк |

## Награды
- 2010 — премия Оскара Кокошки
- 2004 — Whitney Biennial Bucksbaum Award
- 2001 — Wolfgang-Hahn-Prize, Музей Людвига, Кёльн, Германия
- 1991 — «The Louis Comfort Tiffany Foundation Awards in Painting, Sculpture, Printmaking, Photography, and Craft Media»

## Музейные коллекции
| - The Art Institute of Chicago, Чикаго - Dallas Museum of Art, Даллас, Техас - FRAC Nord-Pas de Calais, Lille, Франция - Kunstmuseum St. Gallen, St. Gallen, Швейцария - Hamburger Bahnhof, Museum für Gegenwart, Берлин, Германия - Laguna Art Museum, Laguna Beach - Los Angeles County Museum of Art, Лос-Анджелес - Ludwig Museum, Koln, Германия - Milwaukee Art Museum, Milwaukee, - WIMNAM/CCI, Centre Pompidou, Paris, Франция - Museion, Bolzano, Италия - Museum Boijmans van Beuningen, Rotterdam, Нидерланды - Museum of Contemporary Art, Чикаго - Museum of Contemporary Art, Лос-Анджелес | - Museum of Contemporary Art, Сан Диего - Museum of Modern Art, Нью-Йорк - Neue Galerie der Stadt Linz, Linz, Австрия - Philadelphia Museum of Art, Филадельфия - Saint Louis Art Museum, St. Louis - Sammlung Goetz, Мюнхен, Германия - Sammlung Hauser + Wirth, St. Gallen, Switzerland - San Francisco Museum of Modern Art, Сан Франциско - Stiftung Kunsthalle Bern, Bern, Switzerland - Tate Modern, London, Англия - Vancouver Art Gallery, Vancouver, British Columbia, Канада - Walker Art Center, Миннеаполис - Whitney Museum of American Art, Нью-Йорк |